# 陈力为
陈力为（1917年08月30日—2001年12月26日），男，祖籍山西洪洞，生于山东济南，中国计算机与中文信息处理技术专家，中国工程院院士。

## 生平
1940年，毕业于昆明西南联合大学电机系。曾任西南联大助教，浙江大学副教授，南京有线电厂副总工程师，电子部第十研究所副总工程师，华北计算技术研究所总工程师及国家计算机总局总工程师等职。

## 社会兼职
曾任电子部计算机与微电子发展研究中心高级顾问，兼任中国中文信息学会理事长。

## 学术贡献
研制成功中国第一台12路半导体载波机，并主持研制6种不同型号的电子计算器。

## 奖项和荣誉
1985年获得国家科技进步特等奖。1994年5月当选为中国工程院院士。